# Lestremia intercalaris
Lestremia intercalaris är en tvåvingeart som beskrevs av Boris Mamaev 1998. Lestremia intercalaris ingår i släktet Lestremia och familjen gallmyggor.
Artens utbredningsområde är Turkmenistan. Inga underarter finns listade i Catalogue of Life.